# Tekken
 (јап. 鉄拳) јапанска је медијска франшиза која се усредсређује на борилачке игре које развија и објављује Bandai Namco Entertainment (раније Namco).
Главне игре у серијалу прате догађаје турнира Краљ гвоздене песнице, чији је домаћин Мишима Заибацу, где играчи контролишу мноштво ликова како би победили на турниру и стекли контролу над предузећем. Сукоб између породице Мишима служи као главни фокус радње, док играчи истражују мотивацију других ликова у настојању да контролишу Заибацу.
Усредсређује се на борбу прса у прса са противником, са системом игре који укључује блокове, бацања, бекства и борбе на тлу. Серијал је касније увео комбинације и специјалне потезе, са ликовима који су такође могли да постављају брејк арене. Tekken је препознат као једна од првих борилачких видео-игара у то време која је користила 3D анимацију.
Познат је широм света и комерцијално успешан, испоручен у више од 53,5 милиона приперака, што га чини једном од најпродаванијих франшиза видео-игара свих времена и трећом најпродаванијим франшизом борилачких игара у историји. Критичари и публикације о видео-играма приписују главни серијал за подизање стандарда борилачких игара и хвале га због механике играња и вредности понављања. Франшиза је такође изнедрила и аниме серију — Tekken: Bloodline.

## Игре
- (1994)
- (1995)
- (1997)
- (1999)
- (2001)
- (2005)
- (2005)
- (2007)
- (2011)
- (2015)
- (Н/Д)